# Карваляйш (Мірандела)
Карваляйш (порт. Carvalhais; МФА: [kaɾ.vɐ.ˈʎajʃ]) — парафія в Португалії, у муніципалітеті Мірандела. Розташована в північно-східній частині країни, на теренах історичної португальської провінції Трансмонтана. Входить до складу округу Браганса. За адміністративним поділом, чинним до 1976 року, терени парафії були складовою провінції Трансмонтана і Верхнє Дору. Належить до Брагансько-Мірандської діоцезії Католицької церкви. Патрон — Святий Дух. Площа — 22,0386 км². Населення — 1299 ос. (2011). Слабо урбанізований регіон. Густота населення — 58,94 осіб/км²
. Код — 040711.

## Населення
| Кількість мешканців | Кількість мешканців | Кількість мешканців | Кількість мешканців | Кількість мешканців | Кількість мешканців | Кількість мешканців | Кількість мешканців | Кількість мешканців | Кількість мешканців | Кількість мешканців | Кількість мешканців | Кількість мешканців | Кількість мешканців | Кількість мешканців |
| ------------------- | ------------------- | ------------------- | ------------------- | ------------------- | ------------------- | ------------------- | ------------------- | ------------------- | ------------------- | ------------------- | ------------------- | ------------------- | ------------------- | ------------------- |
| 1864                | 1878                | 1890                | 1900                | 1911                | 1920                | 1930                | 1940                | 1950                | 1960                | 1970                | 1981                | 1991                | 2001                | 2011                |
| 538                 | 677                 | 467                 | 556                 | 625                 | 424                 | 666                 | 825                 | 1 069               | 1 097               | 829                 | 1 249               | 1 033               | 1 350               | 1 299               |